# Jong Geleerd (RTL4)
Jong Geleerd is een Nederlandse televisiequiz op RTL 4 waarin door Carlo Boszhard en Irene Moors wordt vergeleken hoe groot het kennisverschil is tussen scholieren en hun ouders.

## Afleveringen
| Aflevering | Datum             | Kijkcijfers | Basisschool                     | Winnaar  |
| ---------- | ----------------- | ----------- | ------------------------------- | -------- |
| 1          | 26 augustus 2007  | 831.000     | De Troermelijn - Bavel          | Kinderen |
| 2          | 30 augustus 2007  | 660.000     | De Klapwiek - Eindhoven         | Ouders   |
| 3          | 06 september 2007 | 670.000     | 't Vogelnest - Bodegraven       | Kinderen |
| 4          | 13 september 2007 | 662.000     | De Krabbenkooi - Bergen op Zoom | Kinderen |
| 5          | 20 september 2007 | 599.000     | De Rank - Apeldoorn             | Ouders   |
| 6          | 27 september 2007 | 594.000     | Anne Frank School - Bleiswijk   | Kinderen |
| 7          | 04 oktober 2007   | 456.000     | 't Klankbord - Leiden           | Ouders   |

Hitbingo (1991 - 1992) · Telekids (1993 - 1999) · Life & Cooking (2000 - 2009) · Carlo & Irene Show (2003) · Jong Geleerd (2007) · Let's Dance (2009) · Carlo & Irene: Life4You (2009 - 2015) · De TV Kantine (2009 - 2021) · Zie Ze Vliegen (2011) · Typisch Carlo & Irene (2014)